# Biston bloeckeri
Biston bloeckeri là một loài bướm đêm trong họ Geometridae.